# Lenny Van Wesemael
Lenny Van Wesemael is een Belgisch regisseuse en scenariste. Enkele van haar werken zijn de Vlaamse film Café Derby en de Vlaamse televisieserie #hetisingewikkeld. Haar partner sinds 2012 is acteur Ben Segers.

## Carrière
Lenny Van Wesemael studeerde regie aan het KASK in Gent met als afstudeerproject de kortfilm Dans met mij. Ze begon haar professionele carrière als regisseur met de kortfilms Test en L´Origine du Monde en drie videoclips voor Lady Linn en Her Magnificent Seven. Vervolgens was ze assisent-regisseur voor de Vlaamse films De helaasheid der dingen van Felix van Groeningen en Aanrijding in Moscou van Christophe Van Rompaey. Daarnaast deed ze de casting voor enkele films, waaronder Turquaze van Kadir Balci.
Naast film heeft Van Wesemael ook belangstelling voor dans. Ze heeft gewerkt als choreografe en danseres, en creëerde haar eigen dansproject, Blades on Vinyl, met dansers op rolschaatsen. In haar kortfilm Dancing with Travolta combineerde Van Wesemael haar beide interesses.
In 2015 kwam Van Wesemaels eerste langspeelfilm Café Derby uit. Het is een autobiografische film geïnspireerd op haar jeugd. Op het International Women in Film Festival in Vancouver won de film de prijzen voor Beste Film, Beste Regie, Beste Fotografie en Beste Montage.
Van Wesemael regisseerde de eerste interactieve Vlaamse fictiereeks Assisen, die uitkwam in 2023. De kijkers van het rechtbankdrama konden beslissen of de beschuldigde schuldig was aan moord of niet.

## Filmografie
Regisseuse & scenariste
- Assisen (2023) - televisieserie - 5 afleveringen
- LEEF (2021) - miniserie
- #hetisingewikkeld (2017–2020) - televisieserie - 16 afleveringen
- Café Derby (2015) - film
- Dansen met Travolta (2010) - kortfilm
- Dans met mij (2004) - korfilm

- Nederlandse Thesaurus van Auteursnamen: 416572073
- Virtual International Authority File: 65152023652503311198
- WorldCat: E39PCjtdDYGqXW8p6VqyJMjqYq